# 中国文化遗产研究院
中国文化遗产研究院是中华人民共和国一个专注于文化遗产保护的科研机构。是中华人民共和国文化遗产保护方面的专业力量之一。

## 主要职责
中国文化遗产研究院的主要职责包括文化遗产研究、文化遗产保护、文化遗产修复和培训。

## 历史
1935年隶属于国民政府行政院驻平政务整理委员会的“旧都文物整理委员会”正式成立。1949年，改称“北京文物整理委员会”，转隶属为中华人民共和国文化部文物局。1956年更名为“古代建筑修整所”，并于1962年，与“博物馆科学工作研究所筹备处”合并为“文物博物馆研究所”，1973年改称“文物保护科学技术研究所”。1990年，与“古文献研究室”合并成为“中国文物研究所”。2007年改称“中国文化遗产研究院”。次年，“中国文化遗产研究院”正式揭牌成立。2012年，“国家文物局水下文化遗产保护中心”的牌子被加挂在中国文化遗产研究院。

## 机构设置
中国文化遗产研究院主要由7个业务部门包括文物研究所、文物保护工程所、中国世界文化遗产中心、文物保护修复所、教育培训学院、文献研究室（图书馆）和《中国文化遗产》编辑部；3个管理部门及一个保障部门构成。另外有3个挂靠机构分别是国际古迹遗址理事会中国国家委员会秘书处、文物保护标准化委员会秘书处和文物保护行业职业教育教学指导委员会秘书处。

## 科研条件
科研方向包括文物保护科技等学科研究领域。具有中华人民共和国考古发掘资质等相关文物保护资质。
研究院共有专业8个专业实验室包括壁画保护修复实验室、纸张、纺织品保护修复实验室、石质文物保护修复实验室、金属、陶瓷器保护修复实验室、分析检测实验室、古建筑联合实验室、竹木漆器保护修复实验室已经生物实验室还有一个移动实验室。实验室用房1600平方米左右，仪器设备211台。
截止2014年，全院共140名在职人员。其中包括70位具有高级专业技术职称资格，其中3位获外国政府授勋分别是荷兰克劳斯亲王奖、意大利仁惠之星骑士勋章、柬埔寨王国莫尼撒拉蓬骑士勋章。2018年，3位来自中国文化遗产研究院的学者获得“柬埔寨王国骑士勋章”。

## 保护及科研成果

### 国家文物保护项目
承担并完成了国家文物保护项目500多项（包括100多项重大项目），比如：
| 文物保护工程                           | 实施时间                                    |
| -------------------------------------- | ------------------------------------------- |
| 河北正定隆兴寺转轮藏殿修缮工程         | 1953年-1955年                               |
| 山西永乐宫建筑群搬迁保护工程           | 1958年-1964年                               |
| 北京十三陵昭陵保护维修、复建工程       | 1985年-1992年                               |
| 山西云冈石窟保护工程                   | 1974年-1998年                               |
| 北京大学红楼维修加固工程               | 1977年-1979年                               |
| 西藏布达拉宫维修保护工程               | （一期：1989年-1994年 二期：2002年-2007年） |
| 新疆伊犁昭苏圣佑庙维修工程勘测、设计   | 2003年-2005年                               |
| 天安门城楼、城台保护维修工程           | 1997年-2003年                               |
| 故宫中和殿区古建筑群保护维修工程       | 2003年                                      |
| 甘肃天水伏羲庙文物保护工程设计         | 2002年                                      |
| 贵州海龙屯海潮寺修缮项目               | 2014年                                      |
| 尼泊尔加德满都杜巴广场九层神庙修复项目 | 2015年-                                     |

### 技术研究
文化遗产保护科技研究项目及课题300多项（包括超过20项国家级项目），例如：
| 课题级别           | 项目                                                                        | 实施时间      |
| ------------------ | --------------------------------------------------------------------------- | ------------- |
| 国家科技支撑课题   | 铁质文物综合保护技术研究                                                    | 2006年-2009年 |
| 国家科技支撑课题   | 空间信息技术在大遗址保护中的应用研究(以京杭大运河为例)                      | 2007年-2008年 |
| 国家级其他项目     | 南方地区贴金彩绘石刻保护修复关键技术研究—以大足石刻千手观音造像抢救保护为例 | 2008年-2010年 |
| 国家级其他项目     | 新疆出土文献的保护与研究                                                    | 2009年-2010年 |
| 国家文物局课题     | 大运河遗产保护规划编制第一阶段要求研究                                      | 2008年        |
| 国家文物局课题     | 新疆且末古国出土玻璃的科学分析与综合研究                                    | 2008年-2010年 |
| 国家文物局委托课题 | 成立国际标准组织文化遗产保护技术委员会的可行性研究                          | 2008年-2009年 |
| 国家文物局委托课题 | 重庆大足石刻千手观音造像保存状况研究                                        | 2007年-2008年 |
| 其他研究领域课题   | 柬埔寨吴哥古迹茶胶寺建筑保护修复史研究                                      | 2010年-2011年 |
| 其他研究领域课题   | 南海诸岛文物考古相关资料收集整理及初步研究                                  | 2010年-2011年 |

### 出版物

#### 学术著作
出版论著一百余种，其中包括全面介绍和总结的《中国文化遗产研究院2005－2015》；重点文物保护工程成果的《大足石刻千手观音造像抢救性保护工程前期研究（页面存档备份，存于）》；援外文物保护工程成果的《柬埔寨吴哥古迹茶胶寺考古报告（页面存档备份，存于）》；文化遗产基础研究的《文物工作研究》以及资料整理的《北平研究院北平庙宇调资料汇编》和个案研究的《中国古代石灰类材料研究（页面存档备份，存于）》。2019年开启了《中国大百科全书·文物》（第三版）的编纂工作。

#### 期刊
由中国文化遗产研究院所主办的期刊有：
1985年创刊的年刊杂志《出土文献研究》；
2003年创刊的年刊杂志《文物科技研究》；
2006年创刊的季刊《中国文物科学研究》（与中国文物学会联合主办）。

## 合作伙伴
中国文化遗产研究院与许多国内外知名研究机构、大学、地方政府等展开了科研合作。国际上，2014年，意大利国家研究委员会与研究院签署长期合作框架协议。2016年，法国远东学院与研究院签署科研合作协议。2017年，中国文化遗产研究院与英格兰遗产委员会签署城保护研究合作协议。 2018年，塞尔维亚伏伊伏丁那省文化遗产研究院与研究院签署合作框架协议。国内，学术上先后分别与浙江大学、复旦大学、中山大学、北京科技大学等学府签署合作框架协议。社会上，分别与故宫博物院、天津恒达文博科技有限公司、澜沧县人民政府等组织、机构、地方政府签署合作框架协议。